# إرجين
إرجين هو أحد الروافد الرئيسة اليسرى لنهر ماريتسا، ويتدفق بالكامل في منطقة تراقيا الشرقية في تركيا.
ينبع النهر من الجزء الجنوبي من جبل ستراندزا [الإنجليزية]، ليس بعيدًا عن البحر الأسود ويتدفق في 281 كم قبل الدخول إلى نهر ماريتسا بالقرب من مدينة إيپسالا التركية، مع جزء من مجراه السفلي المجهز بالقنوات. تبلغ مساحة حوض تصريفها 11016 كم2.
وتشمل المستوطنات الرئيسة على طول النهر أوزونكوبرو [الإنجليزية]، وبهليفانكوي [الإنجليزية]، وتشيركيزكوي [الإنجليزية] والمرادية.